# Christian Colliex
 (février 2011).
Si vous disposez d'ouvrages ou d'articles de référence ou si vous connaissez des sites web de qualité traitant du thème abordé ici, merci de compléter l'article en donnant les références utiles à sa vérifiabilité et en les liant à la section « Notes et références ».
Christian Colliex, né en 1944, est un physicien français, émérite et directeur de recherche au CNRS, membre du Laboratoire de physique des solides à Orsay (France) de 1965 à 2013.

## Biographie
Diplômé ingénieur de l'École des mines de Paris, il a été recruté au CNRS comme stagiaire de recherche en 1965 et y a effectué toute sa carrière jusqu'à sa retraite en 2013. Ayant soutenu sa thèse de doctorat en 1970 à la Faculté des sciences d'Orsay, il a animé à partir des années suivantes, au sein du Laboratoire de Physique des Solides (LPS) de l'Université Paris-Sud à Orsay, un groupe de recherches en microscopie électronique. Cette équipe, spécialisée dans les techniques analytiques de pointe et en particulier en spectroscopie des pertes d'énergie des électrons (en anglais Electron Energy Loss Spectroscopy), a acquis au cours des années une reconnaissance internationale pour ses compétences et ses résultats dans le domaine de la nanoanalyse. Christian Colliex a été Président de la Fédération Internationale des Sociétés de Microscopie de 2006 à 2010.
En parallèle, Christian Colliex a effectué en 1976 un séjour de recherche au laboratoire Cavendish de Cambridge (RU) au cours duquel il a été Fellow Commoner du Churchill College. En 1985, il a été Associate Professor à l'Arizona State University (USA) et en 1986, visiting scientist au Centre de recherche d'IBM à San Jose (USA). De 1996 à 2001, il a été directeur du laboratoire Aimé Cotton, laboratoire propre du CNRS à Orsay. En 2006, il a créé le Réseau Thématique de Recherche Avancée (RTRA) Triangle de la Physique, sur le campus Palaiseau-Orsay-Saclay, qu'il a dirigé jusqu'en 2012.

## Distinctions
- 2005 : Grand prix scientifique franco-taïwanais[4]
- 2009 : Prix Holweck[5] décerné conjointement par la Société française de physique et l'Institute of Physics britannique
- 2010 :  « Grande médaille »[6], décernée à une personnalité française ou étrangère ayant accompli une œuvre jugée de première importance dans le domaine de la métallurgie ou des matériaux, attribuée par le Conseil de la Société française de métallurgie et de matériaux
- 2012 : Chevalier de la Légion d'honneur[7]
- 2018 V.E. Cosslett médaille décernée par l'International Federation of Electron Microscopy (IFSM) lors de son congrès mondial à Sydney

## Ouvrages
- Christian Colliex, La Microscopie électronique, 1998 [détail de l’édition] (lire en ligne)